# Флаги мира
Фла́ги ми́ра (англ. Flags of the World; FOTW или FotW) — вексиллологическая ассоциация, интернет-ресурс и база данных. Основным проектом ассоциации является крупнейший веб-сайт Интернета, посвящённый вексиллологии и содержащий исчерпывающую информацию о всех видах флагов и связанного списка рассылок. Список рассылки начался в дискуссионной группе в сентябре 1993 года, позднее, в конце 1994 года, Джузеппе Боттазини создал веб-сайт. Спустя четыре года, в 1998 году, Роб Рэйсайд занимает пост главного редактора.
С 2001 года является членом Международной федерации вексиллологических ассоциаций.
Флаги мира описывают себя как «… интернет-группа, единственной целью которой является стремление продвигать вексиллологию, то есть создание и развитие комплекса знаний о флагах и использовании флагов всех типов».
И веб-сайт, и список рассылки работают на английском языке, хотя в ассоциации есть и члены из других стран мира; информация переводится с других языков и вносится на сайт. Список рассылки контролируется специалистом по поддержке списка (англ. Listmaster) FOTW, в то время как работа на сайте координируется главным редактором (англ. Editorial Director).

## Сайт
Управлением и редактированием сайта FOTW занимается редакционный штат, состоящий из 21 неоплачиваемого добровольца. Сайт (по состоянию на 2015 год) содержит более 59 000 страниц о флагах и более 118 000 изображений флагов, а также включает в себя обширный вексиллологический онлайн-словарь.
Сайт обновляется раз в неделю с новыми материалами; некоторые зеркала обновляются ежемесячно. Из-за большого количества материала редактирование выполняется не сразу, в результате чего некоторая часть FOTW содержит устаревшую информацию. Есть также зеркала, которые не обновлялись в течение определённого периода времени; такие зеркала считаются «историческими».
| Год  | Страниц | Изображений | Изображений на страницу |
| ---- | ------- | ----------- | ----------------------- |
| 1996 | 674     | 710         | 1.1                     |
| 2001 | 11 400  | 20 700      | 1.8                     |
| 2006 | 31 000  | 58 000      | 1.9                     |
| 2011 | 49 000  | 90 000      | 1.8                     |
| 2013 | 53 000  | 102 000     | 1.9                     |

## Список рассылки
Источником материалов на сайте FOTW являются сообщения в списке рассылки, который имеет более 1000 членов, из которых около 100 являются активными участниками. Среди участников есть говорящие на португальском, французском, нидерландском и русском языках.

## Графические элементы

Цветовая палитра FOTW

FOTW показывает стандартизованные изображения флагов в формате GIF, как правило, 216 пикселей в высоту. В то время как формат файла GIF способен отображать 256 цветов, сайт ограничивается «палитрой FOTW», состоящей из 32 цветов.

## Флаг
Флаг ассоциации был создан 11 ноября 1995 года дизайнером Марком Сенсеном (англ. Mark Sensen), который был выбран из 10 претендентов-подписчиков списка рассылки в опросе FOTW и принят 8 марта 1996 года. С тех пор 8 марта рассматривается как День флага FOTW. Сенсен описывает его символику как:

Белое основание — мир, синее полотнище — прогресс. Цвета шести звёзд — основные цвета, используемые на флагах. Звёзды образуют один большой символ. Путь из звёзд, когда они соединяются друг с другом, представляет собой Интернет.
Оригинальный текст (англ.)White on the hoist stands for peace, blue on the fly for progress. The six colours of the stars are the main colours used in flags. The stars help to make one bigger symbol. The way the stars are all connected to each other represents the Internet.

Таким образом, флаг является редким представлением Интернета на флаге.